# 羽衣文具
羽衣文具株式会社（はごろもぶんぐ）は、かつて存在した日本の文房具メーカー。
本社は愛知県春日井市で、チョークのトップブランドである「羽衣チョーク」で知られた。
特に、炭酸カルシウムを主原料とするフルタッチチョークは、国内外問わず最高級品として重宝された。
しかし、後継者不在を理由に、2015年に韓国・セジョンモール社と日本の馬印に技術移転して自主廃業した。ただ、その馬印も羽衣文具から技術を受け継いだチョークも販売中止になったので現在ではセジョンモール社が唯一、羽衣文具の技術を受け継いでいる。

## 概説
1932年（昭和7年）に歯科医であった渡部四郎によって「日本チョーク製造所」として創業。戦災で工場を焼失して休業の後、1947年（昭和22年）に「羽衣文具」として設立。チョークの他に石膏、石筆、各種ボード類などを製造し、学校向けチョークを主力商品として、国内シェアの約30％・年間約4500万本を生産していたこともあったが、少子化およびホワイトボードや電子黒板の普及による需要減少や他社との競合などによって2011年 - 2014年、売上高・収益とも低迷。業況の改善が難しいことに加え、後継者不在と代表の体調不良などから、2015年（平成27年）3月に廃業することが発表され、3月20日に生産を終了、3月31日をもって販売を終了した。同社の廃業は、国内外の教職関係者の間で注目を集め、2015年11月8日朝日新聞11面『朝日歌壇』に「しなりある羽衣チョークを携えて三十四年の教師生活」（愛川弘文）との短歌が掲載された。

## 沿革
- 1932年（昭和7年）10月 - 愛知県名古屋市中区葉場町において、日本チョーク製造所として創業[1]。
- 1947年（昭和22年）2月 - 名古屋市中区古渡町において、羽衣文具株式会社を設立[1]。
- 1955年（昭和30年）4月 - 名古屋市中区正木町に本社を移転[1]。
- 1995年（平成7年）5月 - 愛知県春日井市の春日井工場に本社を移転する[1]。
- 2015年（平成27年）3月 - 生産と販売を終了。
- 2015年（平成27年）6月 - 「HAGOROMO」をはじめとするブランド、大半の製造設備、材料調合、製造技術指導など含めすべてを、羽衣チョークの愛用者であり韓国に個人輸入販売をしていた辛亨錫（シン・ヒョンソク）が立ち上げた会社で、韓国・京畿道抱川にあるセジョンモール社に譲渡。全設備の搬出を終え、現在は同社で「羽衣チョーク」等の生産・販売が行われている[2][8]。

### 駆け込み需要
同社の廃業が公表されると、2014年10月ごろには日本国内で教育機関・教員による駆け込み需要が発生し、また、国外でもスタンフォード大学のブライアン・コンラッド教授らアメリカの数学者約200人が、1トンのチョークを共同購入していた。フィールズ賞の受賞者の多くが同社のチョークを愛用していた。

## 主な商品
- チョーク

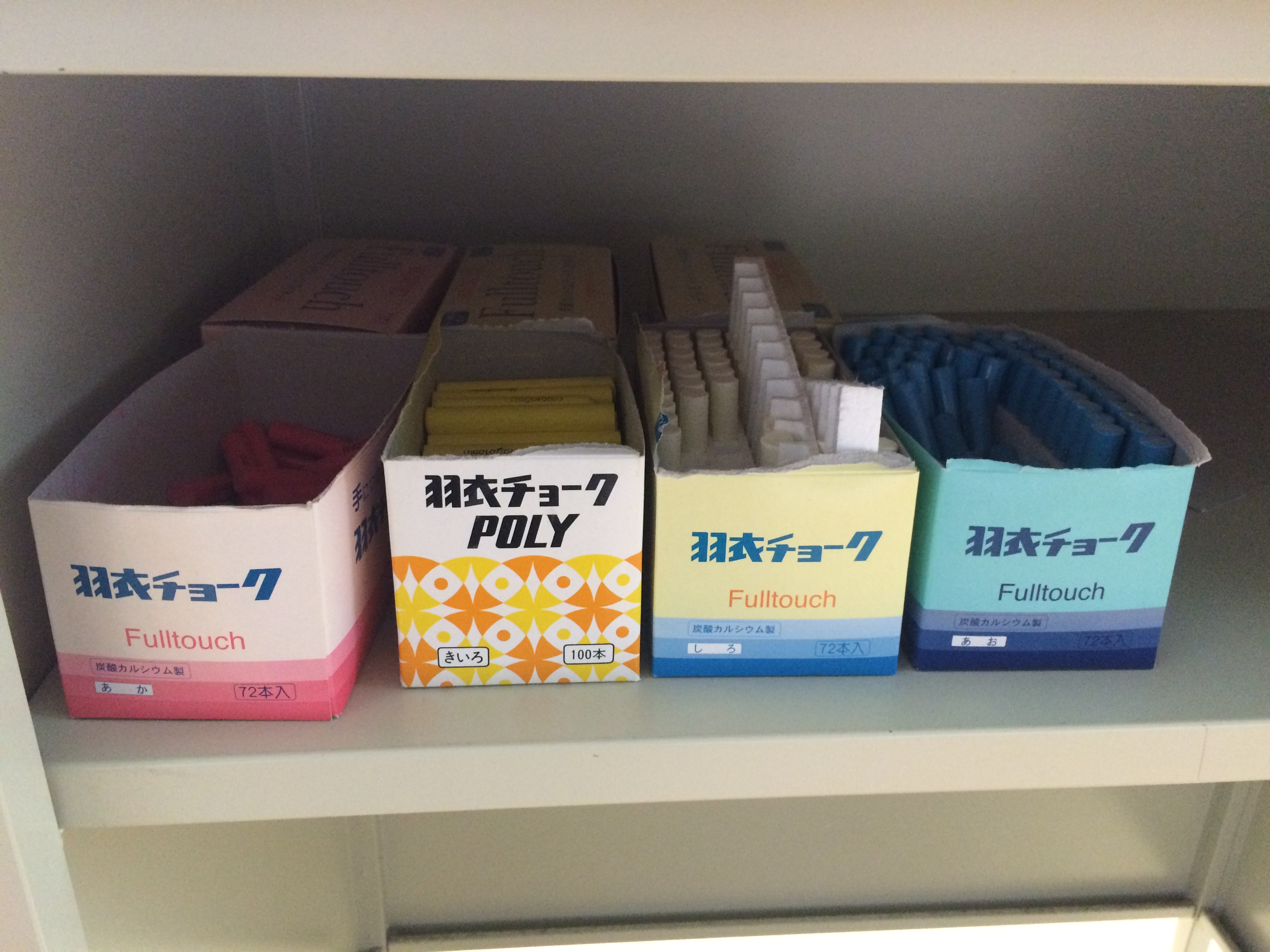
羽衣チョーク

  - フルタッチ - 炭酸カルシウムを原料にしたチョーク。表面は樹脂でコーティングされている。また、牡蛎殻粉末が10%以上配合されており、グリーン購入法に適合していた。1969年（昭和44年）の発売以降改良を続けたもので[11]、その書き心地が国際的な人気を呼び、アメリカ合衆国の数学者から高い支持を受け「チョークのロールス・ロイス」と評されていた[2]。アメリカではウィリアムズ大学のSatyan Devadossが学部のウェブサイトで絶賛したことをきっかけに数学者の間に広まった[12]。2015年4月30日にNHKで放送された『所さん!大変ですよ』では、最後の大量発注に対応する同社の様子などが放送された[13]。本製品については韓国・セジョンモール社および日本の株式会社馬印へ技術移転され、馬印ではフルタッチと同じ炭酸カルシウム製の『DCチョーク』をベースに原材料の割合などを調整した新製品を開発すると発表し[14]、2015年から『DCチョークDX』として販売を開始した[15]。なお殺到した注文に応えるため、生産ラインの見直しにより『DCチョーク』の生産を終了することから利用者に移行を呼びかけていた[16]。しかし、「DCチョークDX」も2020年5月31日に販売終了となることが発表された。[17]
  - ニューポリチョーク-焼きせっこう(硫酸カルシウム)を原料にしたチョーク。再生材料を45%以上使用している。また、先代商品に「ポリチョーク」がある。
  - レインチョーク - 硫酸カルシウム（石膏）を原料にしたチョーク。雨などがかかっても消えにくい特徴があり、屋外の工事現場などで多く使われた[4][18]。
  - 蛍光チョーク - 色覚障害者向けのチョーク開発の依頼を受けて、1990年（平成2年）に業界で初めて「蛍光チョーク」を発売した[19]。
- 石筆
- 石膏
- 各種ボード（黒板・ホワイトボード・サインボードなど）

## 商品詳細
韓国の羽衣についてはセジョンモールを参照。
- 白墨（チョーク）製品関連
  - Fulltouch（フルタッチ）［炭酸カルシウム（硬い）］
    - 「しろ」白色
    - 「きいろ」黄色 → 色覚障害者対応黄色
    - 「あか」赤色
    - 「あお」青色 → 色覚障害者対応青色
    - 「みどり」緑色 ＝ 色覚障害者対応緑色
    - 「きみどり」黄緑色（旧緑色）
    - 「ちゃいろ」茶色
    - 「むらさき」紫色
    - 「おれんじ」橙色
    - 「しゅあか」朱赤色　＝色覚障害者対応朱赤色
    - 「5色」茶色、緑色、青色、黄色各1列、赤色2列（旧製品）
    - 「5色」赤色2列、橙色、黄色、緑色、青色各1列
    - 「6色」［要検証］赤色?、橙色?、黄色?、緑色?、青色?、茶色?各1列（順番不明）

何時頃かは定かではないが、箱の上部の「Chalk」が「Fulltouch」に変更され、さらに「グリーン購入法適合」と「カキ殻配合」が追加された。「Fulltouch」と書いてあるが「グリーン購入法適合」と「カキ殻配合」とは印刷されていないもの，この2つがシールの貼り付けで対応されているものなどさまざまな形態が存在する（黄緑は廃業直前までシールでの対応だった）。少しの年月日を経た後、下記のPOLY系チョークと共に黄色、青色、緑色、朱赤色の4色のみが色覚障害者対応になったため、Fulltouchの梱包箱には「色覚障碍者対応」と追加印刷された。一般的に通常の長さとされている「ロングサイズ」と通常の長さより短い（表記はない（が、何時かの頃（恐らく、上記の時期と思われる）より廃止され、全て「ロングサイズ」に統一されて表記は完全に消滅した））規格の物が存在する。丁度その頃に商品改良（おそらく牡蛎殻配合に伴うもの）があり、若干品質が変化した。品質改良後の商品の流通は少ない（といっても5年以上は改良後の商品だったと思われる）ため、それを引き継いだ韓国製の商品に「日本製の物と差異がある」と言う人もいるが、実際には羽衣文具晩期の商品と全く変わらない。
- Fulltouch-Luminous color（フルタッチ蛍光チョーク）［炭酸カルシウム（硬い）］
  - 「あか」蛍光赤色
  - 「おれんじ」蛍光橙色
  - 「きいろ」蛍光黄色
  - 「みどり」蛍光緑色
  - 「あお」蛍光青色
  - 「5色」赤色2列、黄色、緑色、橙色、青色各1列
- new POLY（ニューポリー）［焼石膏製・硫酸カルシウム（軟らかい）］
  - 「しろ」白色
  - 「きいろ」黄色 → 色覚障害者対応黄色
  - 「あか」赤色
  - 「あお」青色 → 色覚障害者対応青色
  - 「みどり」緑色 ＝ 色覚障害者対応緑色
  - 「きみどり」黄緑色（旧緑色）
  - 「ちゃいろ」茶色
  - 「むらさき」紫色
  - 「おれんじ」橙色
  - 「しゅあか」朱赤色 ＝ 色覚障害者対応朱赤色
- POLY（ポリ）［焼石膏製・硫酸カルシウム（軟らかい）］旧製品
  - 「しろ」白色
  - 「きいろ」黄色
  - 「あか」赤色
  - 「あお」青色
  - 「みどり」緑色
  - 「ちゃいろ」茶色
  - 「むらさき」紫色［要検証］
  - 「おれんじ」橙色［要検証］
  - 「5色」茶色、緑色各1列、赤色、黄色、青色各2列

何時頃からか、ポリチョークからニューポリーチョークへと変更された。筆記体のHagoromoから通常体のHagoromoに調印が変更され、ニューポリーチョークの一部には（旧）日本産業規格印（JIS）〄が調印されていた。混色100本入りのみフルタッチ同様、縦入れ（ただし緩衝材は挟まれておらず，色の変わり目の部分に薄い紙が挟まれている）となっている。上述の通りフルタッチとニューポリーチョークが色覚障害者対応色彩に変更されたため、黄色、青色は若干の変更であったが、変更前の緑色が変更後は深緑の色彩に、変更前の緑色の色彩は現在の黄緑色へと置き換わった、同時に朱赤色が追加された。余談だが、日本理化学工業同様に紫色は冷遇されており、別色の箱には色名が英語で印刷されていたが、紫色のみ「むらさき」と印刷された糊付紙が貼付されていた。
- 羽衣チョーク蛍光ポリ［焼石膏製・硫酸カルシウム（軟らかい）］
  - 「きいろ」黄色
  - 「あか」赤色
  - 「あお」青色
  - 「みどり」緑色
  - 「おれんじ」橙色

フルタッチ・ニューポリともに蛍光色の紫は韓国での生産に伴って追加された色である。これ以外にもいくつか韓国での生産に伴って追加された商品が存在する（フルタッチの3色混合など）。セジョンモール社でも既にニューポリ（蛍光色を含む）の生産は終了している。しかし，発色・折れにくさ・書き味どれをとっても他社の追随を許さない素晴らしい商品だったことは確かである。
- レインチョーク
  - 「レイン白」白色
  - 「レイン赤」赤色
  - 「レイン黄」黄色
- ラーフル（黒板拭き）製品
  - テレンプ（溝無し）